# Miguel Ruiz Viladoms
Miguel Ruiz (Chile; 23 de mayo de 1941) es un exfutbolista chileno que jugaba como mediocampista. Su primer equipo fue Huachipato de la Primera División de Chile. Participó en el Huachipato que ascendió por primera vez a la máxima categoría del fútbol chileno en 1966.

## Clubes
| Club           | País  |
| -------------- | ----- |
| Huachipato     | Chile |
| Unión Española | Chile |
| Magallanes     | Chile |

- Datos: Q2881945